# 金萬里
金萬里（1943年3月1日—），中華民國（台灣）政治人物，瀋陽市人，曾任中國國民黨籍臺灣省議員、臺中市議員。